# تریپ هاوکینز
تریپ هاوکینز (انگلیسی: Trip Hawkins؛ زادهٔ ۲۸ دسامبر ۱۹۵۳) یک کارآفرین اهل ایالات متحده آمریکا است، که در سال ۲۰۰۳ شرکت دیجیتال چاکلت را تأسیس کرد.

## جوائز
در سال ۲۰۰۵ با دریافت جایزه از تالار افتخار فرهنگستان هنر و علوم تعاملی هشتمین فردی شد که موفق به دریافت جایزه از این فرهنگستان شده‌است.